# Аньйовер-де-Тормес
Аньйовер-де-Тормес (ісп. Añover de Tormes) — муніципалітет в Іспанії, у складі автономної спільноти Кастилія-і-Леон, у провінції Саламанка. Населення — 99 осіб (2010).
Муніципалітет розташований на відстані близько 200 км на північний захід від Мадрида, 28 км на північний захід від Саламанки.
На території муніципалітету розташовані такі населені пункти: (дані про населення за 2010 рік)
- Аньйовер-де-Тормес: 80 осіб
- Паласінос: 19 осіб

## Демографія
Динаміка населення (INE ):